# ヤル＝サレ
ヤル＝サレ (ロシア語: Яр-Сале)とは、ロシア連邦ヤマロ・ネネツ自治管区ヤマル地区ヤル＝サレ農村居住区域にある村。人口は6,486人（2010年）。